# Cephalops nigrotarsatus
Cephalops nigrotarsatus är en tvåvingeart som beskrevs av Grimshaw 1901. Cephalops nigrotarsatus ingår i släktet Cephalops och familjen ögonflugor.
Artens utbredningsområde är Hawaii. Inga underarter finns listade i Catalogue of Life.